# Golpe de Estado en Lesoto de 1986
El golpe de Estado en Lesoto de 1986 fue un golpe militar que tuvo lugar en Lesoto el 20 de enero de 1986, encabezado por el general Justin Lekhanya.   Condujo a la deposición del primer ministro Leabua Jonathan, que ocupó el cargo desde 1965 y asumió poderes dictatoriales en el golpe de Estado de 1970, después de que se anularan las elecciones generales.
El general Lekhanya anunció la creación del Consejo Militar, que ejercería todos los poderes ejecutivo y legislativo en nombre del rey Moshoeshoe II. Finalmente, se desarrolló una lucha de poder entre Lekhanya y el Rey, y este último fue obligado a exiliarse en Reino Unido en febrero de 1990, y destronado oficialmente en diciembre de ese año. El propio Lekhanya fue depuesto en el golpe de Estado de 1991, encabezado por el coronel Elias Phisoana Ramaema.